# Cuprówka
Cuprówka – szczyt w kilkuwierzchołkowym, bocznym grzbiecie odbiegającym na północ od Sałasza Wschodniego (909 m) w Paśmie Łososińskim. Mapa Compassu z 2025 roku uwzględnia dwa szczyty o tej nazwie (odległe od siebie o około 1 km w linii prostej): najwyższy (753 m) szczyt grzbietu położony tuż po północnej stronie przełęczy Oślak oddzielającej go od Sałasza oraz ostatni najbardziej na północ wysunięty szczyt tego grzbietu także według opisu przewodnika z 2013, monografii Michała Łuczewskiego, tablicy IPN i miejscowej ludności Cuprówka to szczyt w bezpośrednim pobliżu osiedla „Dąbki” i kapliczki upamiętniającej AK, miejsca corocznych uroczystości (ma wysokość 704 m i współrzędne 49°44′23″N 20°30′04″E/49,739722 20,501111).
Nazwa Cuprówka powstała od potocznej dawnej nazwy dwóch wzniesień w tej okolicy, zwano je "Cuprami".

## Położenie

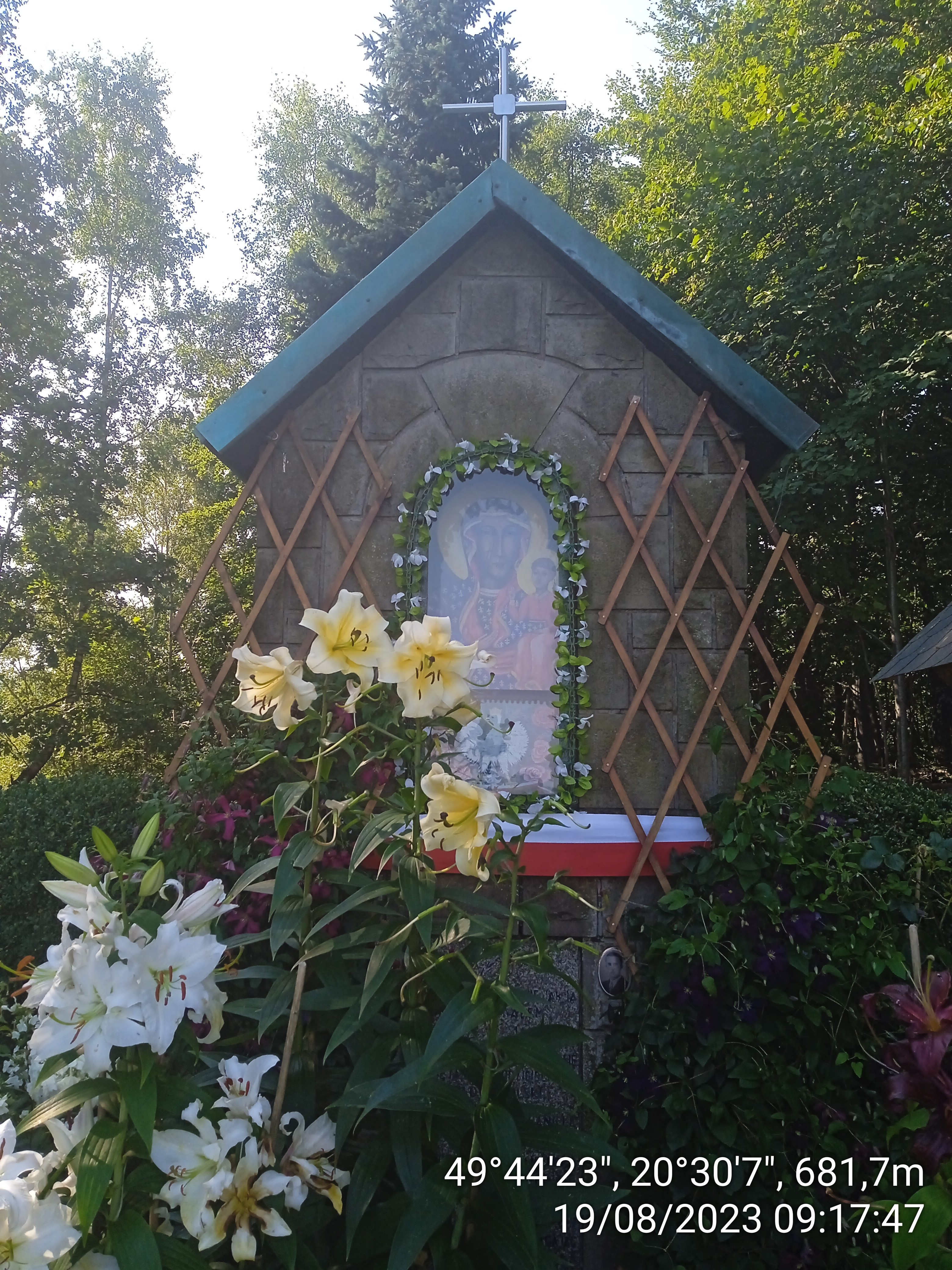
Kapliczka – upamiętnienie Armii Krajowej, z 1985 – na Cuprówce; fundator: kpr. Michał „Mira” Rogalski (porównaj: Oddział Partyzancki AK „Wilk”)

Grzbiet Cuprówki oddziela od siebie doliny dwóch potoków: Jaworzańskiego (po zachodniej stronie grzbietu) i Żmiączki (po wschodniej stronie). W dolinach tych potoków położone są dwie miejscowości gminy Laskowa: Jaworzna i Żmiąca. Grzbiet Cuprówki jest porośnięty lasem, ale znajdują się na nim polany, a pola uprawne i zabudowania Jaworznej i Żmiącej w wielu miejscach od doliny potoków wysoko wcinają się w jego stoki (niektóre pod sam wierzch). Na przełęczy Oślak, wg mapy Compassu, znajduje się osiedle o tej samej nazwie.
Przez Cuprówkę nie prowadzi żaden znakowany szlak turystyczny. Można ją jednak zwiedzić mało oznakowanymi drogami i ścieżkami (np. ze szlaku turystycznego na Jaworz i Sałasze – poniżej godziny drogą z polany nieopodal Sałasza Wschodniego później na północny wschód – około 2 km w linii prostej). Jest doskonale widoczna z czarnego szlaku z Laskowej przez Korab na Sałasz.

## Budynki fundacji
We wsi Żmiąca tuż pod szczytem (na płn.-wsch.) Cuprówki, działa filia ośrodka opiekuńczo-wychowawczego i adopcyjnego jezuickiej (polsko-niemieckiej) Fundacji Dzieło Pomocy Dzieciom (imienia ważnego bohatera niemieckiego antyhitlerowskiego ruchu oporu – Ruperta Mayera) prowadzącego działalność opiekuńczo-wychowawczą i rekreacyjną wśród dzieci z domów dziecka, pogotowi rodzinnych, rodzin zastępczych, rodzinnych domów dziecka, a także z rodzin patologicznych, ubogich i zaniedbanych.

## Przekazy historyczne, upamiętnienie Armii Krajowej
W okresie II wojny światowej, w okolicznych lasach działał polski ruch oporu: jedno z najbezpieczniejszych miejsc lokalnego tajnego nauczania mieściło się na płn.-wsch. stokach Cuprówki – „na Dąbkach” (uczył tu m.in. Władysław „Dunarowski” Dudek). Lokalną komendę mieli tu także partyzanci. (zgrupowanie liczyło około 160 żołnierzy w tym 30 lokalnych). Według przekazów historycznych, już od 1944 hitlerowscy żołnierze niemieccy nie kontrolowali okolicznych wsi z powodu uciążliwych starć z oddziałami partyzanckimi (zobacz też: Akcja „Burza” w Okręgu Kraków AK, „Powstanie krakowskie” z 1944). Tutejsi partyzanci AK dowodzeni m.in. przez – wówczas uciekiniera ze wschodu (po wojnie w USA) – kpr. Michała Rogalskiego ps. „Mira” (porównaj: Oddział Partyzancki AK „Wilk”), rozbili kolaborantów w Ujanowicach, Łososinie Dolnej i Łososinie Górnej. W niektórych z tych starć brały też udział B.Ch. Michał Rogalski jest fundatorem kapliczki – upamiętnienia AK (z 1985) postawionego na Cuprówce. Od 1986 co roku, w niedzielę przed 15 sierpnia (Święto Wojska Polskiego) odbywają się tu uroczyste msze św. w intencjach patriotycznych z udziałem m.in. przedstawicieli centralnych władz państwowych.
Powojenne losy partyzantów, szczególnie w Małopolsce, potoczyły się różnie. Część usiłowała zgodnie z rozkazem KG AK współdziałać z Armią Czerwoną i występowała w roli jej sojusznika (m.in. za artykułem: Akcja „Burza”), część, tzw. żołnierze niezłomni lub wyklęci, widzieli szanse na odbudowę niezależnego państwa polskiego i pozostali w ostrej kontrowersji do nowej władzy.